# Эскедень
Эскеде́нь (чув. Эскетен) — река в России, протекает по Шумерлинскому району Чувашии. Левый приток реки Большой Цивиль.

## География
Река Эскедень берёт начало у деревни Егоркино. Течёт на юго-восток по открытой местности. Выше села Ходары на реке устроен большой пруд. Устье реки находится в 157 км от устья Большого Цивиля. Длина реки составляет 15 км, площадь водосборного бассейна — 67,6 км².

## Данные водного реестра
По данным государственного водного реестра России относится к Верхневолжскому бассейновому округу, водохозяйственный участок реки — Цивиль от истока и до устья, речной подбассейн реки — Волга от впадения Оки до Куйбышевского водохранилища (без бассейна Суры). Речной бассейн реки — (Верхняя) Волга до Куйбышевского водохранилища (без бассейна Оки).
Код объекта в государственном водном реестре — 08010400412112100000056.